# 謝一魯
谢一鲁，字至道，元朝浏阳人。
谢一鲁是至元乙亥（1335年）乡贡进士，曾经担任为石林书院山长。红巾军攻克潭州，谢一鲁奉亲藏匿岩谷之中。官兵收复州县，逃亡者逐渐归来，于是回家重修旧业。不久，红巾军又到来，活捉谢一鲁。谢一鲁骂得非常厉害，举家全部遇害。